# Culex mimulus
Culex mimulus är en tvåvingeart som beskrevs av Edwards 1915. Culex mimulus ingår i släktet Culex och familjen stickmyggor. Inga underarter finns listade i Catalogue of Life.